# Hans Boskamp
Hans Boskamp, nombre de nacimiento Johannes Hendricus Gerardus Hölscher, (Rotterdam, 7 de mayo de 1932 – Dordrecht, 21 de marzo de 2011) fue un actor y futbolista holandés.

## Carrera como futbolista

### Club
Hölscher nació en Róterdam pero se trasladó con su familia a Ámsterdam a los die años y fue fichado por el Ajax bajo el nombre de su padre Boskamp. Jugó su primer partido con el club el 26 de marzo de 1950 y su último el 27 de mayo de 1954. Siguió su carrera como profesional con el BVC Amsterdam y sus últimas temporadas con el DWS.

### Internacional
Boskamp hizo su debut como internacional con la selección holandesa en un amistoso en septiembre de 1952 contra Dinamarca y jugó cuatro partidos pero sin marcar golesSu últim partido fue un amistoso en mayo de 1954 contra Suiza.

## Carrera en el entretenimiento
Después de retirarse como futbolista, Boskamp trabajó en la bolsa de Ámsterdam y luego se convirtió en cantante y actor. También trabajó en la discográfica Bovema y accompanied several big-name artists, among them John Lennon and Yoko Ono during their Bed-In in the Hilton Amsterdam.

## Últimos años y muerte
Boskamp murió de un ataque al corazón el 21 de marzo de 2011 a los 78 años.

## Clubes
| Club          | País         | Año       | Partidos | Goles |
| ------------- | ------------ | --------- | -------- | ----- |
| AFC Ajax      | Países Bajos | 1949–1954 |          |       |
| BVC Amsterdam | Países Bajos | 1954–1958 |          |       |
| DWS           | Países Bajos | 1958–1962 | 103      | 4     |